# Thamnobryum microalopecurum
Thamnobryum microalopecurum är en bladmossart som beskrevs av Nieuwland 1917. Thamnobryum microalopecurum ingår i släktet rävsvansmossor, och familjen Neckeraceae. Inga underarter finns listade i Catalogue of Life.